# خورشیدگرفتگی ۲۵ سپتامبر ۲۰۹۸
خورشیدگرفتگی ۲۵ سپتامبر ۲۰۹۸ (به انگلیسی: Solar eclipse of September 25, 2098) یک خورشیدگرفتگی از نوع خورشیدگرفتگی جزئی است. این خورشیدگرفتگی در تاریخ ۲۵ سپتامبر ۲۰۹۸ میلادی (‎۴ مهر ۱۴۷۷ خورشیدی) روی خواهد داد که زمان اوج آن، ساعت ۰:۳۱:۱۶ به‌وقت ساعت هماهنگ جهانی است.